# 中村産業 (東員町)
中村産業株式会社（なかむらさんぎょう） は三重県員弁郡東員町にあった会社。

## 沿革
- 1943年10月 - 創業
- 1955年9月 - 旧中村産業設立
- 1989年9月 - 中村産業と中村木材に分社化
- 2015年3月30日 -津地裁四日市支部より破産手続開始の決定を受けた。破産事件番号：平成27年(ﾌ)第41号[1]
- 2017年7月7日 - 配当が終了し、津地裁四日市支部は本件破産手続の終結を決定
- 2017年7月10日 - 登記記録の閉鎖

## 会社概要
1943年10月に中村雄次郎が林業を営んだのが始まり。創業時からしばらくは木材の伐採・出荷が主業務であった。1955年9月に株式会社として設立後は林業・建築・製材を手がけ住宅メーカー等に販売していた。1971年2月にはチヨダウーテの石膏製品加工を委託され工場を操業した。平成期に入ってからは自社で住宅事業も開始しクリアホームのブランド名で建築・分譲を展開しており、活水器の販売も併営していた。

## 営業所
- 東京営業所 〒102-0074 東京都千代田区九段南三丁目9番11号608